# مارك سرجينت
مارك سرجينت هو لاعب كرة قدم كندي في مركز الوسط، ولد في 19 فبراير 1996 في تورونتو في كندا. لعب مع Toronto FC II ‏.